# Koń Grofecki
Koń Grofecki – (1553 m n.p.m.) szczyt w południowo-zachodniej części Gorganów, które są częścią Beskidów Wschodnich. Jest jednym ze szczytów zachodniego ramienia masywu górskiego, znajdującego się kilka kilometrów na wschód od Wierchu Czarnej Riki (1269 m n.p.m.).